# Kim Yun-mi
Kim Yun-mi (też Kim Yoon-mi, kor. 김윤미, ur. 1 grudnia 1980 w Seulu) – południowokoreańska łyżwiarka szybka specjalizująca się w short tracku, dwukrotna złota medalistka olimpijska.

## Dane biograficzne
Kim urodziła się w 1980 w Seulu jako młodsze z dwójki dzieci, ma starszego brata. Starty zaczęła w 1986 (początkowo na długim torze), a w 1991 roku zaczęła uprawiać short track. W czerwcu 1993 została włączona do kadry narodowej. W 2004 zamieszkała w Stanach Zjednoczonych, gdzie jest trenerką. W tym samym roku ukończyła Yonsei University, a rok później zdała licencjat na Towson University.

## Kariera sportowa
W 1993 była druga na drużynowych MŚ. Rok później uplasowała się na 3. miejscu w sztafecie na mistrzostwach świata oraz była druga w drużynowych mistrzostwach świata. W 1995 zajęła 3. lokatę w klasyfikacji generalnej mistrzostw świata, a także w sztafecie i wyścigu na 500 m. Uplasowała się też na 2. pozycji na 3000 m oraz odpadła w ćwierćfinale na 1000 m i była czwarta na 1500 m. Ponadto wygrała drużynowe mistrzostwa świata oraz juniorskie MŚ. W 1996 wzięła udział w zawodach na zimowych igrzyskach azjatyckich, na których zdobyła złoto na 3000 i brąz na 1500 m. W 1996 ponownie wygrała drużynowe MŚ, a także startowała na mistrzostwach świata, na których odpadła w ćwierćfinale na 500 m i w półfinale na 1000 m oraz została zdyskwalifikowana w finale na 1500 m. W 1997 także zwyciężyła w drużynowych MŚ, a w 1998 zajęła na tej imprezie drugie miejsce. W 1997 i 1998 uplasowała się na drugiej pozycji w sztafecie. W 1998 zajęła też 3. lokatę na 1000 m, a także była czwarta na 1500 m, odpadła jednak w ćwierćfinale na 500 m i uplasowała się na 4. pozycji na 3000 m.
Uczestniczyła w zimowych igrzyskach w 1994 i 1998. W Lillehammer była w składzie południowokoreańskiej sztafety na 3000 m, która wywalczyła w tej konkurencji złoto, osiągając w finale czas 4:26,64 i pobijając w ten sposób rekord olimpijski ustanowiony w półfinale przez Kanadyjki. Dzięki temu medalowi jest (stan na 2019) najmłodszą złotą medalistką w historii igrzysk oraz najmłodszym medalistą w historii igrzysk zimowych. Jest także najmłodszą reprezentantką Korei Południowej w historii igrzysk zimowych. W Nagano startowała w zawodach na 500 i 1000 m indywidualnie oraz w sztafecie na 3000 m. Na najkrótszym dystansie zajęła 10. miejsce, odpadając w drugim półfinale zawodów po uplasowaniu się w nim na 5. pozycji z czasem 47,337. Do półfinału dotarła, zajmując najpierw 2. lokatę w czwartym wyścigu pierwszej rundy z czasem 48,184, a następnie to samo miejsce w trzecim wyścigu ćwierćfinałowym z czasem 46,640. Na 1000 m Kim była szósta, zajmując kolejno: 1. miejsce w czwartym wyścigu pierwszej rundy z czasem 1:39,042, 2. pozycję w pierwszym ćwierćfinale z czasem 1:32,097, 4. lokatę w pierwszym półfinale z czasem 1:38,420 i 3. miejsce w finale B z czasem 1:37,777. Sztafeta z jej udziałem wywalczyła złoto, osiągając w finale czas 4:16,260 i pobijając tym samym rekord świata. W półfinale tych zawodów Koreanki pobiły rekord olimpijski (4:21,510).
Jej ostatnimi występami przed zakończeniem kariery były zawody na Zimowych Igrzyskach Azjatyckich 1999 w Gangwon, na których zdobyła brąz na 1000 m oraz złoto na 1500 m i w sztafecie.
W 2001 zakończyła karierę zawodniczą. Próbowała wrócić do startów na Zimowe Igrzyska Olimpijskie 2002, ale z powodu kontuzji nie udało jej się to.